# Milunka Savić
Milunka Savić cyr. Милунка Савић (ur. 1888 w Koprivnicy, zm. 5 października 1973 w Belgradzie) – sierżant armii serbskiej, najczęściej odznaczana za zasługi wojenne kobieta w historii.

## Służba wojskowa
Milunka Savić pochodziła ze wsi Koprivnica, koło Raški w południowej Serbii. Była jednym z czwórki dzieci Radenki i Milicy Saviciów. W 1913, kiedy toczyła się II wojna bałkańska, jej brat otrzymał powołanie do odbycia służby wojskowej. Milunka obcięła włosy, przebrała się w strój męski i zastąpiła chorego brata, wstępując w szeregi armii serbskiej jako Milun Savić. Walcząc w szeregach 2 pułku piechoty Dywizji Drińskiej w bitwie nad Bregałnicą (30 czerwca – 8 lipca 1913), wyróżniła się odwagą, została ranna w klatkę piersiową, otrzymała medal oraz awans do stopnia kaprala. W czasie leczenia w szpitalu odkryto jej prawdziwą tożsamość.
Po opuszczeniu szpitala powróciła do służby wojskowej już jako Milunka Savić i wyruszyła na front toczącej się wtedy I wojny światowej. Służyła w 2 pułku piechoty (zwanym Żelaznym), w Dywizji Morawskiej. Za dzielność w bitwie nad Kolubarą otrzymała Gwiazdę Jerzego Czarnego z Mieczami. Kolejny raz została wyróżniona tym odznaczeniem po bitwie nad Crną Reką, kiedy wzięła do niewoli 23. żołnierzy bułgarskich. W 1915 brała udział w odwrocie armii serbskiej, przez Albanię na Korfu.

## Dalsze losy
W 1919 została zdemobilizowana i wyjechała do Francji, gdzie otrzymywała wysoką emeryturę wojskową. Wkrótce jednak powróciła do Belgradu i podjęła pracę na poczcie. W 1923 poślubiła Veljko Gligorijevicia, z którym rozwiodła się po urodzeniu córki, Mileny. Zasługi wojenne Milunki zostały wkrótce zapomniane, a ona sama była zmuszona podjąć pracę sprzątaczki w Banku Hipotecznym w Belgradzie.
W 1941, po zajęciu Serbii przez oddziały niemieckie, otrzymała zaproszenie na bankiet, organizowany przez gen. Milana Nedicia, z udziałem niemieckich oficerów. Savić odrzuciła zaproszenie, po czym została aresztowana i przez dziesięć miesięcy przebywała w obozie koncentracyjnym w Banjicy, czekając na egzekucję. Rozpoznana przez jednego z niemieckich oficerów jako bohaterka I wojny światowej, została zwolniona z obozu.
Po przejęciu władzy przez komunistów otrzymała państwową emeryturę. Mieszkała w małym domu, w belgradzkiej dzielnicy Vożdovac z córką i trojgiem adoptowanych dzieci, osieroconych w czasie wojny. W 1972 pod wpływem artykułów prasowych informujących o trudnych warunkach życia bohaterki Serbii, otrzymała nowe mieszkanie od władz Belgradu. Mieszkanie na trzecim piętrze, bez windy stało się dodatkowym utrudnieniem dla schorowanej, starej kobiety. Zmarła w 1973 na zawał serca i została pochowana na cmentarzu Novo groblje (Aleja wielikana, grobnica 18A).

## Odznaczenia
Milunka Savić została dziewięciokrotnie ranna w czasie działań wojennych. Była najczęściej dekorowaną kobietą w historii wojen. Została wyróżniona m.in. dwukrotnie Legią Honorową, rosyjskim Krzyżem św. Jerzego, brytyjskim Orderem św. Michała i św. Jerzego, a także serbskim srebrnym i złotym Medalem Waleczności im. Miloša Obilića. Jako jedyna kobieta otrzymała francuski Krzyż Wojenny ze złotą palmą za zasługi w czasie I wojny światowej. Odznaczył ją nim osobiście dowódca Frontu Salonickiego, gen. Louis Franchet d’Espérey.

## Pamięć
- Imię Milunki Savić nosi jedna z ulic w Belgradzie, a w 1991 płaskorzeźbę z jej podobizną umieszczono na domu, w którym mieszkała.
- W 1983 Svetozar Pavlović nakręcił film dokumentalny Sečanje na ženu ratnika, poświęcony jej pamięci.
- W 2013 powstał fabularyzowany dokument, przedstawiający postać „serbskiej Joanny d'Arc”[1]. Wyreżyserowała go Slađana Zarić.
- W 2022 została bohaterką utworu szwedzkiego zespołu Sabaton, Lady of the Dark z płyty The War to End All Wars.